# Mickey's Dangerous Chase
Mickey's Dangerous Chase  est un jeu vidéo de plates-formes créé en 1991 sur Game Boy.

## Synopsis
Pat Hibulaire a volé le cadeau d'anniversaire de Minnie. Mickey part donc à sa poursuite.

## Système de jeu
Le joueur dirige Mickey ou Minnie dans 5 niveaux remplis d'adversaires. Le joueur devra utiliser des blocs pour s'en débarrasser en sautant dessus. Chaque niveau est composé de 3 rounds. Une fois un round terminé, Dingo explique comment réussir le niveau suivant.

## Niveaux
- 1: La maison de Mickey (Mickey's Hometown)
- 2: Les bois (The Woods)
- 3: La montagne (The Mountain)
- 4: Le parc industriel (The Industrial Area)
- 5: L'appartement (The Apartment Building)

## Équipe de développement
- Réalisateur : Sammy Shimotsuma
- Programmeur : Pori Pori Oohori
- Concepteurs graphiques : John Matsunaga, Wolf Miyakazi, Rairu Moriya
- Concepteur musical : Nobi Sakata
- Produit par : Capcom (versions américaine et européenne), Kemco (version japonaise)
- Licence émise par : Nintendo (la version américaine dit Nintendo of America Inc.)